# Thesium tenuissimum
Thesium tenuissimum är en sandelträdsväxtart som beskrevs av Joseph Dalton Hooker. Thesium tenuissimum ingår i släktet spindelörter, och familjen sandelträdsväxter. Inga underarter finns listade i Catalogue of Life.